# Дмитрієвка (Бурабайський район)
Дми́трієвка (каз. Дмитриевка) — село у складі Бурабайського району Акмолинської області Казахстану. Входить до складу Урумкайського сільського округу.
Населення — 360 осіб (2021; 441 у 2009, 613 у 1999, 785 у 1989).
Національний склад станом на 1989 рік:
- росіяни — 71 %.